# Батио, Майкл Анджело
Майкл Анджело Батио (англ. Michael Angelo Batio; род. 12 июня 1956), также известный как Майк Батио и MAБ — американский гитарист-виртуоз и обозреватель из Чикаго, штат Иллинойс. Его работы охватывают многие музыкальные жанры, включая метал и его поджанры. Батио был признан № 1 в списке «шредеров всех времён» («Shreders of all time») по версии музыкального журнала Guitar One Magazine в 2003 году. Он также был назван «величайшим метал гитаристом всех времён» в «Топ-100» («Top 100 Greatest Metal Guitarists of All Time») по версии журнала Guitar World Magazine, для которого он написал статью "Time to Burn, и одним из «20 величайших шредеров всех времен» по версии Total Guitar Magazine в апреле 2008 года. Батио также в 2009 выиграл приз на церемонии Guitar World Magazine Readers Choice Award в номинации Лучший шредер.

## Биография

### Ранняя жизнь и карьера
Майкл Анджело Батио начал играть на фортепиано и сочинять музыку в возрасте пяти лет, а в десять лет начал играть на гитаре. К двенадцати годам он уже выступал в группах, играя по 10-12 часов в выходные дни. А когда Майклу исполнилось тринадцать, его учитель по гитаре заявил, что больше не может учить его, ибо Майкл в свои тринадцать лет играет быстрее, чем мог он в 22 года. Тогда Батио начал слушать и наблюдать за профессиональными музыкантами, просиживая затем в попытках выработать риффы и мелодии. В возрасте четырнадцати лет он начал играть на джаз — гитаре, а через два года выиграл свой первый приз в Чикаго на церемонии All-State Jazz Solo Award. Он учился в Северо-Восточном университете штата Иллинойс и достиг бакалавра гуманитарных наук по теории музыки и композиции. После получения образования Батио стал искать работу сессионного гитариста в своём родном городе. Когда он пришёл в соседнюю студию, его просто попросили сыграть предложенное музыкальное произведение. И он смог не только воспроизвести это, но и добавить свои импровизации и вставки, сделавшись таким образом основным сессионным гитаристом студии. В качестве сессионного музыканта Батио записал музыку для таких компаний, как Burger King, Pizza Hut, Taco Bell, KFC, United Airlines, United Way, McDonalds, Beatrice Corp и хоккейной команды Chicago Wolves.

### Holland, the Michael Angelo Band and Nitro (1984—1993)
Батио начал свою музыкальную карьеру в 1984 году, когда он присоединился к новой чикагской хэви-метал группе Holland, одноимённому проекту, созданному экс-певцом Steppenwolf Томми Холландом. При поддержке крупного лейбла Atlantic Records, группа выпустила свой дебютный студийный альбом в 1985 году, названный Little Monsters, который отметился средним успехом в Соединенных Штатах. Вскоре группа распалась, и компиляция материала из Little Monsters попала на альбом Wake Up the Neighbourhood, выпущенный в 1999 году на лейбле Батио M.A.C.E. Music.
После распада Holland Батио основал свою собственную одноимённую группу с певцом Майклом Кордетом, басистом Алленом Хёрном и ударником Полом Каммаратой. Группа не выпустила ни одного альбома, хотя три песни появились в 1998 году на компиляции группы Nitro под названием Gunnin' for Glory.
В 1987 году к Батио присоединился глэм-метал исполнитель Джим Джиллетт, выпустивший до этого сольный альбом Proud to Be Loud, а также басист TJ Racer и ударник Бобби Рок. Этот коллектив получил название Nitro. В 1989 Nitro выпустила свой первый студийный альбом O.F.R., из которого участники группы взяли две песни Freight Train и Long Way From Home и выпустили их в качестве синглов. Видеоклип на песню «Freight Train», получивший ротацию на MTV, прославился игрой Батио на знаменитой «Четырёхгрифовой гитаре». После этого журнал FHM Magazine назвал этот эпизод одним из «50 самых возмутительных моментов в истории рока».
1987 был также годом Батио. Он выпустил своё первое учебное видео под названием «Star Licks Productions» в качестве части "Masters Series. Это было самое первое видео с учебной программой по «шреду».
К 1992 году, Бобби Рок и TJ Racer были заменены Джонни Сандером и Ральфом Картером соответственно, и в этом же году они выпустили свой второй студийный альбом, озаглавленный Nitro II: H.W.D.W.S. В альбом была включена кавер-версия песни Теда Ньюджента «Cat Scratch Fever», на которую группа сняла клип. Вскоре после этого Nitro была расформирована.

### Сольная карьера (1993-по настоящее время)
В апреле 1993 года Батио основал свой собственный лейбл M.A.C.E. Music, который стал одним из первых онлайн лейблов в 1996 году . Он использовал этот лейбл, когда он начал записывать свой первый альбом No Boundaries, который он выпустил в 1995 году. Вторым релизом студии Батио стал альбом Planet Gemini в 1997 году, который показал очень прогрессивную, экспериментальную сторону его игры. В 1999 году Батио выпустил своё второе учебное видео Jam With Angelo, которое вышло с третьим студийным альбомом в качестве дополнения к CD: Tradition. Затем в 2000 году быстро последовал четвёртый полноценный альбом Lucid Intervals and Moments of Clarity Part , на котором отметились Майк Батио и Роб Росс, причем последний был барабанщиком.
В 2001 году Батио выпустил компакт-диск со своей группой «С4», включавший кавер-песни группы Holland, в том числе оригинал «Call to Arms». Это были все его первые вокальные CD с записью Nitro.
В 2003 году Батио выпустил свой первый DVD — первый релиз своей Speed Kills серии, а затем второй Speed Lives в 2004 году. Именно в этом году Батио выпустил сборник, Lucid Intervals and Moments of Clarity Part 2, в котором были включены песни из альбомов Tradition и Lucid Intervals.
В 2005 году Майкл выпустил свой долгожданный кавер /трибьют/ студийный альбом Hands Without Shadows, в записи которого участвовали такие музыканты как Марк Тремонти (из Creed, Alter Bridge), Руди Сарзо (из Ozzy Osbourne, Quiet Riot, Whitesnake и Dio) и новичок-виртуоз Билл Пек. В 2006 году DVD Speed Kills 2 был выпущен в дополнение к первой Hands Without Shadows серии и Performance. Последний релиз Батио прошёл в 2007 году, когда его первые два альбома — No Boundaries и Planet Gemini — были смикшированы и переделаны с использованием дополнительных ударных для альбома под названием 2 X Again. Альбом назван по песне из первого альбома Батио. Анджело также выпустил три DVD-диска в 2007 году: Speed Kills 3, 25 Jazz Progressions и MAB Jam Session.
В 2006 году исполнил соло на сингле «Когда-нибудь» российской хеви-метал группы «Чёрный Обелиск».
В 2011 году Майкл дебютировал на мультимедийном шоу Hands Without Shadows — A Tribute to Rock Guitar в Лас-Вегасе, а в 2012 году начал гастролировать по всему миру вместе с ним. Это шоу для Батио — хронологическая дань рок-гитаре.

### Появление в фильме
В 1991 году гитарная работа Батио появилась в низкобюджетном фильме ужасов Shock 'Em Dead, записанных в качестве композиций для саундтрека. В этот фильм также вошли сыгранные гитарные партии Батио, которые можно услышать во время появления в кадре главного героя Анджела Мартина крупным планом.
.

## Стиль игры
Батио является амбидекстром (обе руки развиты одинаково хорошо), что было выработано им самостоятельно. Это позволяет ему играть одновременно на двух гитарах синхронно, либо используя разные гармонии. Этот приём включает в себя игру совершенно разных частей сразу, что он показывает во время музицирования на своей знаменитой двойной гитаре. От природы являясь левшой, на обычной одногрифовой гитаре Батио играет как правша. Батио изобрёл и часто демонстрирует технику «Over-Under», включающую в себя быстрые перемещения его руки под и над грифом, играя при этом то обычным способом, то как на пианино.
Батио давал уроки гитаристу Тому Морелло (из Rage Against the Machine и Audioslave), когда тот ходил в колледж. Впоследствии Морелло написал очерк, вышедший в журнале Guitar World Magazine в 2005 году, где называет Батио своим учителем. Майкл также давал уроки гитаристу Марку Тремонти из распавшейся группы Creed, когда Тремонти решил уделить особое внимание технике исполнения. Батио также широко известен своей очень быстрой и чётко отточенной техникой переменного штриха, при котором он использует «анкеринг», то есть фиксирование пальцев, не использующихся при щипке струн плектром, на деке гитары.
Батио имеет широкие познания в области теории музыки, дающие глубокое понимание сочетания различных ладов и музыкальных метров, которые помогают ему в сочинении композиций. Батио признаётся, что фа-диез минор и фа-диез доминант-фригийский лад являются его любимыми ладами. Он описал фа-диез минор как «демоническую» тональность, которая даёт тёмное, зловещее звучание.

## Оборудование

### Гитары
Майкл Анджело Батио имеет обширную коллекцию гитар, которые он собирал с 1980 года, включая «Тач гитару» Дейва Бункера (двойной гриф с бас-гитарой и гитарой, похожие на Chapman Stick), Fender Mustang 1968 года выпуска цвета мяты, Fender Stratocaster 1986 года выпуска (1962 года переиздание) и ряд других классических гитар. Среди его заказов есть гитара с 29 ладами, сделанная из прочного класса алюминия, что делает её очень легкой. Он заявил в интервью журнала Guitar World (во время звукозаписи в 2008 году), что у него «около 67 гитар», и он шутливо добавил, что хотел бы больше 67. Батио в настоящее время имеет более 100 гитар в своей коллекции. Для живых выступлений Батио является эксклюзивным пользователем гитар фирмы Dean Guitars, как электрических, так и акустических. В 2007 году разработал и подписал гитары вместе с фирмой Dean, известные как Armorflame MAB1 . Другая подпись стоит на частях оборудования Батио, разработанных фирмой «MAB Hands Without Shadows», на гитарах которой имеется датчик. Этот датчик Батио использует в своей двойной гитаре, когда он гастролирует. Датчик был специально разработан для шред-гитары, обеспечивающий чистый тон, к которому привык Батио. В подписных гитарах Батио также используется EMG 81, 85 и SA датчики, а также Dimarzio датчики, которые все ещё разрабатываются в наше время.
Ранее в своей карьере, когда впервые одобрил гитары фирмы Dean, он начал популяризацию датчиков Dimarzio и использовал их в своём оборудовании. Они включают в себя Dimarzio PAF, Super Distortion (иногда с использованием Super Distortion в положении грифа и хамбакера, как он сделал в своей Gibson Charvel Circuit Board двойной гитаре. Это была главная установка во время записи альбома No Boundaries). Батио также использует датчики других брендов, включая Seymour Duncan, а именно Pearly Gates и JB моделей, а также фирмы Bill Lawrence. В настоящее время кроме использования EMGS в своих подписных гитарах, у него также есть коллекция других датчиков бренда Dean, выпущенная ограниченным тиражом пользователям моделей, таких как Dimarzio Custom Super Distortions (на основе Super 2 и Super Distortion).

### Двойные гитары
Батио был изобретателем V-образной двойной гитары с близнец-образными грифами, на которых можно играть как правой, так и левой рукой. Первая версия этой гитары была на самом деле двумя отдельными гитарами, играемыми вместе, но не являвшимися одним целым. Flying V была прикреплена к малому барабану в левое положение, пока другая была на его плече. В следующей версии гитары, спроектированной Батио и гитарным работником Кенни Брейтом, имелась одна характерная особенность, а именно футлярная задвижка, соединяющая заднюю поверхность каждой гитары. Благодаря этой особенности гитара может быть собрана по некоторым сообщениям за пять секунд. В октябре 2003 года, фирма Dean спроектировала и изготовила «Мах 7 Jet», а 6 марта 2007 года была доставлена Батио. Мах 7 Jet — это самая известная и, безусловно, часто фотографируемая модель двухгрифовой гитары вместе с пользовательским кейсом Anvil.
Когда двойная гитара была впервые использована на концерте, Батио заметил, что его инструмент создавал много обратной связи, когда играл на ней. Он решил, что надо было придумать способ «ослабить» струны, когда обе гитары играют в одно и то же время. С тех пор изобретение «MAB String Dampener» стоит на двойных гитарах Батио, которое теперь можно купить в M.A.C.E. Music.
Двойные гитары недавно оказались на восьмом месте в списке «самых крутых гитар рока» по данным музыкального журнала Gigwise. Его двухгрифовая гитара Dean Jet была занесена в музей Зала славы рок-н-ролла в качестве постоянного экспоната в феврале 2012 года. Она была изготовлена Майком Лайпом, работником Dean Guitars.

### Четырёхгрифовая гитара
Как и двойную гитару, Майкл Анджело Батио также изобрел и спроектировал чётырёхгрифовую гитару. Гитара была изготовлена при содействии с фирмами Gibson, и Wayne Charvel в Калифорнии. Две верхние гитары имеют семь струн, а две нижние имеют стандартные шесть. Первая гитара подобного типа, которая использовалась в видео группы Nitro «Freight Train», была украдена в Эль-Пасо, штат Техас после второго выступления Nitro в O.F.R. туре. Когда Батио выступал в ноябре 2004 года, молодой поклонник по имени Саймон Джонс и его отец внезапно появились с гитарным чехлом, который вмещал две верхние гитары Quad, найденный Миком Сеймуром. Фирма Dean спроектировала и изготовила новые четырёхгрифовые гитары в 2007 году.
Четырёхгрифовая гитара недавно оказалась на втором месте в списке «крутых гитар рока» по данным музыкального журнала Gigwise.

### Гитарные эффекты
Гитарные эффекты Батио созданы исключительно фирмой T-Rex, с которой он также разработал именную модель «MAB Overdrive». В годы с Nitro, Батио использовал гитарные примочки Boss overdrive (DS-1, SD-1).
В студии, Майкл также пользуется следующими эффектами:

| - Vintage Digitech Whammy - Dunlop Cry Baby - Vintage Digitech 256 multifx - Eventide Eclipse | - Rocktron Chameleon Pre amp - Rocktron Voodoo Valve Pre amp - Rocktron Intellifex - Rocktron Replifex |

### Усилители
На гастролях и для новых студийных записей Батио обычно использует усилитель Marshall JCM 2000. В студии он также пользуется Marshall JMP-1, а также предусилителями Rocktron Chameleon и Voodoo Valve. В годы с Nitro, Батио использовал Randall усилители. Он был заядлым пользователем усилителя Marshall на протяжении всей своей карьеры, а также JCM 800 (главным образом Jose Arrendondo с изменённой схемой в самом начале своей карьеры) и JCM 900 (особенно при записи альбома No Boundaries). Корпус установки Батио состоит из 4x12 корпусов фирмы Marshall, на которые поставлены классические Celestion V30 и Greenbacks моно и стерео системы.

### Другое оборудование
Струны
Батио использует струны фирмы Ernie Ball калибра 0,09 до 0,42 мм на моделях соло и большей части ритм-гитарах, в то время, как толстые струны используются в гитарах с пониженным строем . Акустический калибр струн обычно 0,10 до 0,46 мм или 0,11 до 0,52 мм.
Медиаторы
Майкл использует черные медиаторы фирмы Dunlop Jazz IIIs. В качестве предпочтительного выбора он использует медиаторы в форме слезы, так как именно ими он начинал играть. Иногда Батио пользуется другими медиаторами для акустических гитар.

## Дискография
- No Boundaries (1995)
- Planet Gemini (1997)
- Tradition (1998)
- Lucid Intervals and Moments of Clarity (2000)
- Hands Without Shadows (2005)
- Hands Without Shadows 2: Voices (2009)
- Backing Tracks (2010)
- Intermezzo (2013)
- Shred Force 1 (The Essential Mab) (2015)
- Soul In Sight (2016)
- More Machine Than Man (2020)